# Gibson Flajing Vi
Flajing Vi (engl: Flying V) je električna gitara proizvedena od strane američke kompanije Gibson. Tržištu je po prvi put predstavljena 1958. godine, zajedno sa još jednim jako populranim modelom iste kompanije,  Gibson Eksplorerom. Ova dva Gibsonova modela predstavljala su značajno odstupanje od normi na polju dizajna i oblika gitara. Do tada su  dizajnerima električnih gitara kao inspiracija uglavnom služili oblici postojećih akustičnih, klasičnih gitara i gudačkih instrumenata, te nije postojalo mnogo značajnih varijacija i električne gitare su uglavnom imale nenapadne, fluidne i simetrične linije. Kompanija Gibson je izbacivanjem Flajing Vi i Eksplorer gitara na tržište,  inspirisala brojne dizajnere i nove gitarske kompanije da slede primer i dalje eksperimentišu i usavršavaju oblike u još radikalnijem smeru.

## Istorija
Sredinom pedesetih godina, Fender, najveći konkurent kompanije Gibson, je zahvaljujući svojim modelima Telekaster i Stratokaster, zauzimao sve veće prisustvo na još uvek mladom tržištu električnih gitara.  Tadašnje Gibsonove gitare u poređenju sa Telekasterom i Stratokasterom, činile su se zastarelim u pogledu karakteristika i dizajna, te su ljudi iz Gibsona bili primorani da novim gitarama osveže svoju liniju proizvoda. Inspiraciju za dizajn Flajing Vi gitare, tadašnji predsednik kompanije Gibson, Ted Mekarti, našao je u modernističkom dizajnu američkih automobila pedesetih godina, dvadesetog veka i sa željom da novi modeli izgledaju futuristički i drugačije, za dizajn angažovao dizajnere van zidova Gibsonove fabrike. Iz mnoštva prispelih, izabrano je četiri ideje, Eksplorer,  Flajing Vi, Futura i Modern, dok je do prototip faze a kasnije i proizvodnje, od prethodno pomenutih, došlo prvih tri. Prvi prototipovi Flajing Vi gitare konstruisani su 1957. godine i kao drvo za konstrukciju izabran je mahagoni. Ranije verzije prototipova imale su deblje telo i zaobljeno dno gitare, inspirisano Les Pol modelom iste fabrike. Međutim, višak drveta na donjem delu tela činio je gitaru previše teškom, te je on uklonjen i uz prelazak sa mahagonija na  korina drvo za konstrukciju, težina gitare spuštena je na prihvatljivu meru. Uklanjanje viška drveta kao posledicu donelo je to da gitara liči na naopako slovo V, što je inspirisalo jednog od dizajnera da gitaru, u šali, nazove „Flajing Vi“. Mekartiju se ime svidelo, te je ime zadržala i verzija koja je plasirana na tržište. Pored tela i lepljenog vrata od korine, finalna verzija gitare imala je prstohvat od ružinog drveta sa 22 praga, dužinu skale od 24.75 inča, Gibsonove PAF hambaker magnete, tjun-o-matik most sa žicama koje prolaze kroz telo, belu masku i dva potenciometra za jačinu u kombinaciji sa jednim ton potenciometrom i prekidačem za promenu magneta. Zahvaljujući svom inovativnom dizajnu i naprednim elementima koji su korišćeni u konstrukciji, Flajing Vi je i pre izlaska na tržište privukao neke od najcenjenijih gitarista tog vremena poput bluz legende Alberta Kinga i kantri gitariste  Loni Meka. No, za razliku od pomenutih muzičara, prodavci i distributeri nisu delili entuzijazam u vezi Flajing Vi gitara, kao u ostalom i u vezi cele postave novih Gibsonovih modela, misleći da će baš taj eksperimentalni i neobičan dizajn loše uticati na prodaju instrumenata. Iako je, u poređenju sa druge dve gitare iz nove  postave, potražnja za Flajing Vi modelom bila ubedljivo najveća, broj gitara koje je Gibson isporučio dilerima bio je sićušan. 1958. godine, broj proizvedenih i isporučenih gitara bio je 81, dok je 1959. godine taj broj spao na zanemarljivih 17 gitara. Usled ovako loših rezultata, Gibson 1959. godine staje sa proizvodnjom sva tri nova modela i okreće se usavršavanju svojih Les Pol i SG modela. Preostali delovi bivaju skladišteni i Gibson 1963. godine od njih sklapa i izbacuje limitiranu seriju od 20 gitara.
 Usled rasta popularnosti raznih stilova rok muzike početkom šezdesetih godina, na sceni se pojavljuje sve više gitarista koji radi izdvajanja iz gomile i izražavanja individualnosti tragaju za drugačijim i jedinstvenim instrumentima. Jedan od tih gitarista bio je i gitarista benda Kinks, Dejv Dejvis koji je bio presudan faktor u popularisanju Flajing Vi modela. Dejvis se, sa bendom, 1965. godine nalazio na turneji u Americi, gde mu je jedinu gitaru koju je koristio na turneji izgubila avio kompanija koja je prevozila bend. U žurbi da nađe zamenu, Dejvis je ušao u prvu prodavnicu instrumenata na koju je naišao, i tu, igrom slučaja pronašao stari model Flajing Vi gitare iz 1958. godine koju je kupio za 60 dolara. Kinks, tada jedan od najpopularnijih bendova „Britanske Invazije“, imali su česta gostovanja u televizijskim programima širom Amerike i Velike Britanije i glavnu pažnju gitarista privlačila je gitara neobičnog oblika koju je Dejvis svirao na malom ekranu. Ubrzo je potražnja za „starim“ Gibsonovim modelima počela da raste, te su cene prve serije Flajing Vi gitara, gotovo preko noći skočile. Ljudi iz Gibsona su, uvidevši priliku da unovče novonastalo interesovanje, počeli da rade na oživljavanju Flajing Vi modela krajem 1965. godine.
1966. godine se na tržištu pojavljuje nova verzija Flajing Vi modela. Iako je zadržala isti oblik, nova verzija  gitare je doživela par izmena mahom kozmetičke prirode. Umesto male maske koja je prekrivala samo donji deo tela gitare ,nova je prekrivala veći deo prednjine i istovremeno služila za montiranje magneta (na starom modelu su magneti na telo bili montirani uz pomoć prstenova). Još jedna novina bio je blago modifikovan oblik glave gitare, kao i  uklanjanje ukrasne „V“ pločice na mestu gde žice izlaze iz tela gitare. Na novom modelu, Gibson je uz već standardan tjun-o-matik most ponudio i opciju ugradnje svog „Vibrola“ tremola, prethodno viđenog na SG modelu kompanije. Iako ovog puta dosta uspešniji u prodaji, i sa interesovanjem i proizvodnjom koja se iz godine u godinu povećavala, Flajing Vi je 1970. godine ponovo povučen iz proizvodnje. Na proizvodnu liniju se po treći put vraća 1975. godine i  u različitim formama, tu ostaje do danas.

## Verzije
Kada je 1975. godine proizvodnja Flajing Vi gitare startovana po treći put, među gitaristima je postojalo veliko interesovanje za ovaj model. Najveći broj ovih gitarista  uglavnom je privlačio agresivan dizajn gitare koji se slagao sa agresivnim zvukom i imidžom, hard rok i hevi metal bendova u kojima su svirali. Krajem sedamdesetih godina, u Gibsonu dolaze na ideju da osveže, u to vreme već 20 godina star, dizajn Flajing Vi i Eksplorer gitara. 1979. godine na tržište izbacuju dva nova modela Eksplorer E2 i Flajing Vi 2. Legendarni oblik gitare ostao je manje više nepromenjen ali je konstrukcija, izbor materjala i dosta detalja korigovano. Telo i vrat su na novoj gitari bili konstruisani od pet slojeva oraha i javora naslaganih jedan preko drugog, prstohvat je bio izrađen od ebanovine dok su obodi tela bili konturisani radi ergonomičnijeg i udobnijeg korišćenja. Sve gitare nove serije bile su proizvedene u prirodnoj boji drveta. Neke dizajn ideje pozajmljene su i od prvog modela iz 1958. godine, te je raspored potenciometara bio sličan tom modelu, a  povratak su doživele i manja maska i ukrasna „V“ pločica, ovog puta redizajnirana i malo manjih dimenzija.  No, uprkos svim naprednim karakteristikama,  novi model Flajing Vi gitare je nakon izlaska na tržište doživeo neuspeh. Neke od glavnih primedbi bile su prvenstveno previsoka cena, težina gitare, to što se gitara proizvodila samo u prirodnoj boji drveta i ton eksperimentalnih magneta koji nije bio u stilu tona koji se tradicionalno očekuje od Gibson gitara. Ljudi iz Gibsona su pred kraj proizvodnog veka gitare,  u nju počeli da ugrađuju standardne hambaker magnete, gitaru ponudili u više boja i korigovali cenu, međutim to nije bilo dovoljno da se pospeši prodaja i proizvodnja je stala 1982. godine.
Sa izuzetkom Flajing Vi 2 gitare iz ranih osamdesetih, od ponovnog početka proizvodnje 1975. pa do danas Flajing Vi gitara ostala je uglavnom ne promenjena. Postoje pojedine iteracije koje predstavljaju malo veće odstupanje od normi, poput Flajing Vi bas gitare iz 1981. godine, „naopakog“ Flajing Vi modela iz 2007. godine i sedmožičane verzije gitare iz 2011. godine, ali osim ova tri primera, razlike između ostalih verzija gitare svode se na male varijacije u pogledu hardverskih komponenti, boja i kombinacija drveta korišćenih u konstrukciji.

## Poznati korisnici gitare
Najranije modele Flajing Vi gitare usvojili su bluz gitarista Albert King i Loni Mek. Nakon prvog povlačenja iz proizvodnje model je ponovo zaživeo zahvaljujući Dejvu Dejvisu, gitaristi grupe Kinks, koji je gitaru učinio popularnom sredinom šezdesetih godina. U tom periodu, Flajing Vi su svirali i neki od naboljih gitarista svih vremena poput Dzimia Hendriksa i Kita Ričardsa, gitariste Roling Stounsa. Razvojem težih pravaca rok muzike poput hard roka i hevi metala, početkom i sredinom sedamdesetih, popularnost Flajing Vi gitara raste. U tom periodu najpoznatiji korisnici jesu braća Rudolf i Majkl Šenker, gitaristi nemačkog sastava Skorpions i gitaristi Dzudas Prista, K.K Dauning i Glen Tipton. Osamdesetih na scenu stupaju američki sastavi treš metal pokreta te se Flajing Vi gitare mogu videti u rukama gitarista poput Kirk Hameta i Dzejms Hetfild iz Metalike, Dejv Mastejna iz Megadeta i Kerija Kinga iz Slejera. Neki od modernijih gitarista koji koriste Flajing Vi gitare jesu i Dejv Grol iz benda Fu Fajters, Leni Kravic, Rob Flin iz benda Mašin Hed kao i Brent Hinds, gitarista benda Mastodon.
|  |  |  |  |  |

## Spoljašnje veze
- Gibson Flying V Home page
- Flying V Facebook page